# Pietro Accardi
Pour les articles homonymes, voir Accardi.
Pietro Accardi, né le 12 septembre 1982 à Palerme, est un footballeur italien qui joue au poste de défenseur. Il prend sa retraite en 2014 et devient le directeur sportif de l'Empoli.

## Biographie
Il s'est distingué pour avoir pris un petit pont autant sublime que mystifiant de Pato lors de UC Sampdoria - Milan AC durant la saison 2010-2011. Il prend sa retraite en 2014.
En juin 2014, il devient le directeur sportif de l'Empoli, venant de monter en Serie A.

## Palmarès
- US Palerme
  - Champion de Serie C1 en 2001
  - Champion de Serie B en 2004